# Sun Remarketing
Sun Remarketing era una empresa minorista, ubicada en Cache Valley, Utah, que se especializaba en la reventa de software y hardware antiguo de Apple Computer, incluidos partes y periféricos de Apple II y Apple Macintosh. La empresa también vendió productos de software heredados de Apple, como MacPaint y MacDraw.
En la década de 1980, una cantidad considerable de computadoras Apple Lisa sin vender se vendieron a Sun Remarketing, mientras que miles más fueron destruidas en un vertedero en Utah. Sun Remarketing compró el emulador de Apple MacWorks XL en la década de 1980 para estimular las ventas de las computadoras Lisa al permitirles ejecutar aplicaciones Macintosh. Tras la introducción de Macintosh Plus de Apple con su ROM de 128K mejorada, muchas aplicaciones nuevas de Macintosh ya no funcionaban en MacWorks XL. Para liquidar el inventario remanente, Sun Remarketing dio el valiente paso de suscribir el desarrollo de un nuevo emulador llamado MacWorks Plus que era totalmente compatible con la ROM de 128K en el hardware Lisa, y lo empaquetó como el Lisa Professional.
Sun Remarketing también era conocido localmente dentro de Cache Valley como uno de los primeros proveedores de servicios de Internet comerciales en el norte de Utah, pero no aprovechó la situación. En 2006, Cherokee Data, un mayorista de computadoras, compró Sun Remarketing. Desde entonces, Cherokee Data (de Oklahoma) cerró y el sitio de Sun Remarketing ya no es accesible.
Una segunda empresa que utiliza el nombre Cherokee Data Solutions (también conocida como CDS) no está relacionada ni afiliada a Cherokee Data ni a Sun Remarketing.